# Karantanien
Karantanien är en historisk region i nuvarande Österrike (Kärnten, Steiermark, Östtyrolen och delar av Salzburg och Oberösterreich) och norra Slovenien. Det var den första stabila statsbildningen i mellaneuropa efter folkvandringstiden och viktig för den historiska utvecklingen i Österrike och Slovenien.

## Befolkningshistoria och det karantanska furstendömets utveckling

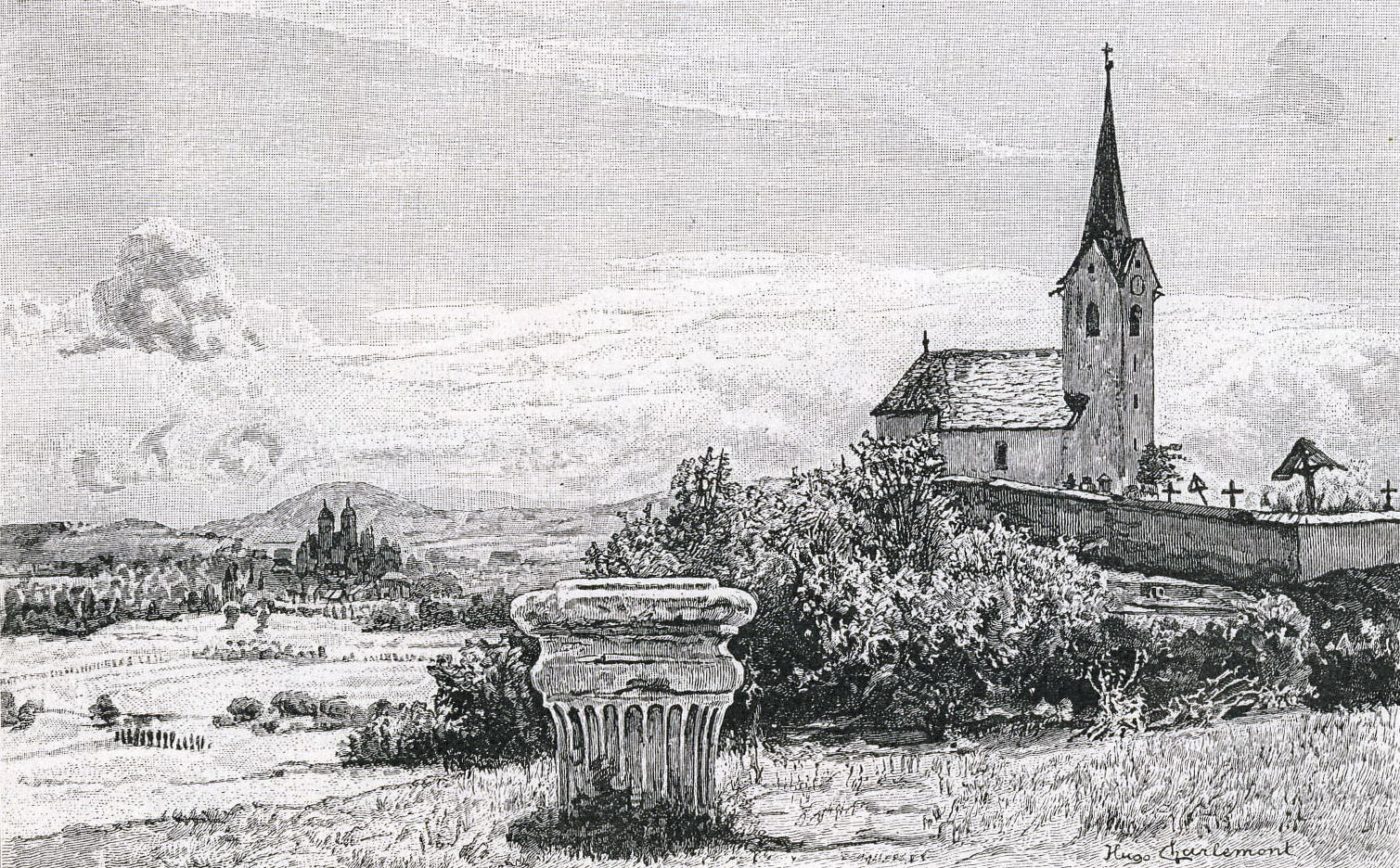
Karantanska furstestenen på Zollfeld/Gosposvetsko polje

Fram till slutet av 500-talet besatte slaviska stammar merparten av den gamla romerska provinsen Noricum. Samlingsnamnet för stammarna som var slovenernas slaviskspråkiga förfäder är alpslaver, även kallade Vinedi. De skapade ett furstendöme som i historiska källor benämns Karantanien, Marca Vinedorum, eller Sclaborum Provincia. Det är den äldsta slaviska statsbildning över huvud taget om vilken det finns några skriftliga urkunder. Furstendömets maktcentrum var Karnburg/Krnski grad, på slätten Zollfeld/Gosposvetsko polje vid Klagenfurt/Celovec. Dess befolkning kallades på 600-talet för karantaner, sclavoni, eller veneti. Deras germanskspråkiga grannar kallade dem Winedi, Winadi, Winden eller Wenden.
Karantanerna blev en ny etnisk grupp, med slavisk språkidentitet. Alpslaverna assimilerade den romaniserade illyro-keltiska befolkningen (romaniserade noriker) i Noricum, kvarvarande romare och rester av germanska stammar som tidigare passerat genom området, såsom goter och langobarder. Ur syntesen lades grunden till dagens slovener. Motsvarande etniska formation skedde på ömse sidor om alpkedjan Karawankerna, den nuvarande gränsen mellan Österrike och Slovenien, även om den slaviskspråkiga befolkningen i nuvarande Slovenien från och med högmedeltiden fick regionala identitetsbeteckningar, såsom den numerärt talrikaste befolkningsgruppen krainare efter hertigdömet Krain. Innan 700-talet hade det alpslaviska språket blivit den nya etniska gruppens gemensamma språk.
Furstendömet Karantanien är av stor betydelse för mellaneuropeisk historia, då det handlar om en för området mycket tidig statsbildning som också hade en politisk betydelse i kampen mot avarer. Därtill hör att den karantanska furstestenen (Fürstenstein) är den äldsta kända och ännu bevarade statssymbolen i mellaneuropa. Enligt medeltida källor styrdes Karantanien av folkvalda furstar som tillsattes i folkets närvaro på furstestenen på Zollfeld/Gosposvetsko polje.

## Territorium

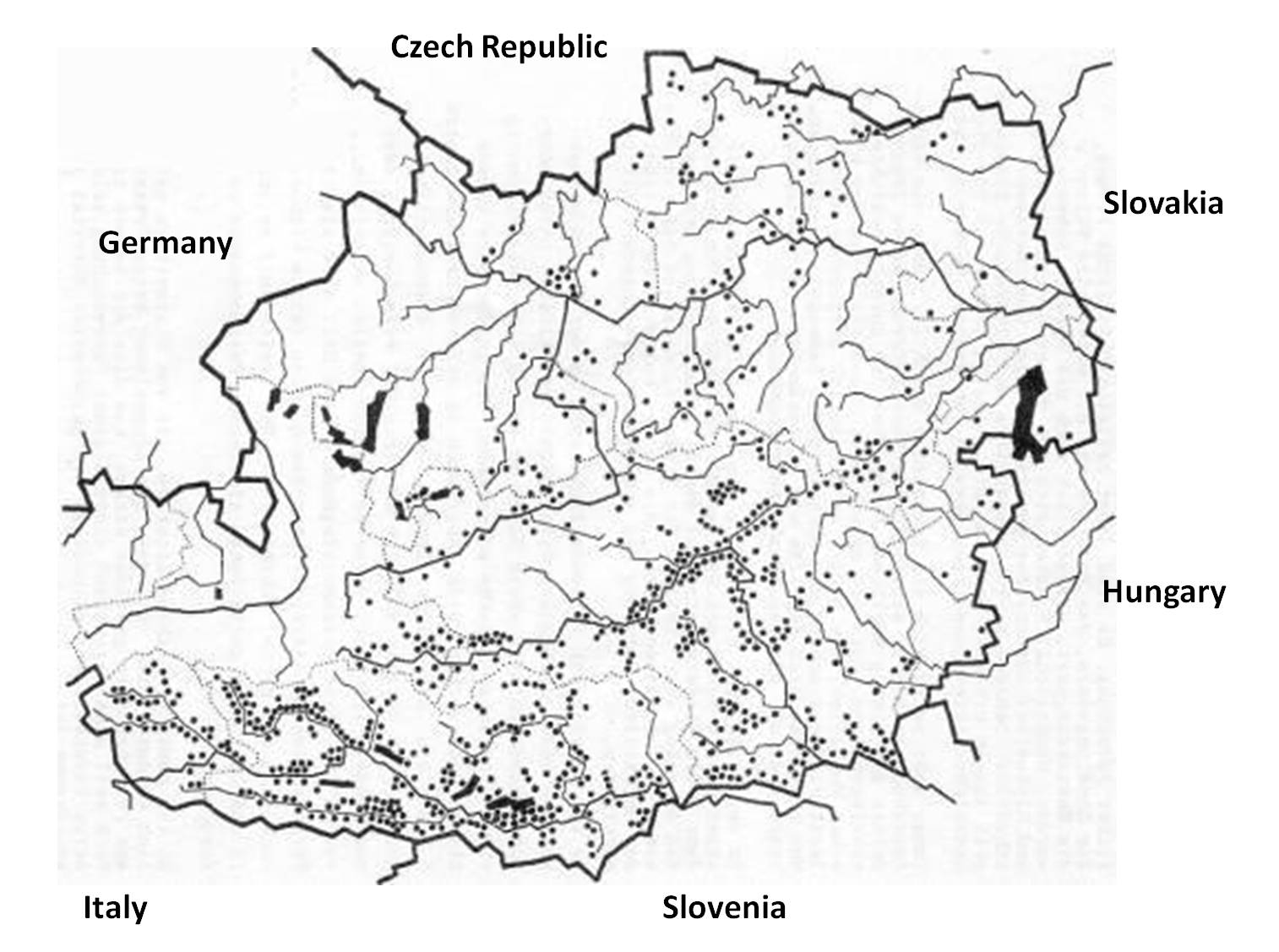
Ortnamn med alpslaviskt ursprung i Österrike (adapterad efter Otto Kronsteiner)

Karantanien omfattade de nuvarande österrikiska områdena Kärnten, Steiermark och Östtyrolen, samt delar av Salzburg (området i linjen Enns, Lungau till Pongau) och de sydliga delarna av Oberösterreich och Niederösterreich. En del av nuvarande Sydtyrolen i Italien (Pustertal) och den nuvarande slovenska provinsen Štajerska (Untersteiermark) fram till floden Savas dalgång ingick också i Karantanien. Historikern Wolfram menar att Karantanien omfattade mer än 35% av dagens österrikiska och upp till 15% av dagens slovenska territorier. Den exakta omfattningen är dock ännu inte helt klarlagd, eftersom gränserna var flytande under krigen mot avarerna. Otto Kronsteiners karta över ortsnamn med alpslaviskt ursprung i Österrike tyder på en betydligt större omfattning än 35 % av Österrikes nuvarande areal.

## Historia

### Karantanska furstendömet
Den första inflyttningen av slovenernas slaviskspråkiga förfäder (alpslaverna) från nuvarande Tjeckien till Noricum och ned i Pannonien skedde före 550. Efter det att langobarderna år 568 flyttade från Pannonien till Italien, ryckte avarerna västerut och på flykt, framför dem, trängdes alpslaverna tillbaka från sydost in i Noricum.
Alpslavernas expansion västerut i Noricum följde huvudsakligen sydsidan av den alpina huvudkammen genom Hohe Tauern, medan bajuvarer (bayrarnas förfäder) norr därom expanderade mot syd och besatte delar av de nuvarande österrikiska förbundsländerna Salzburg och Oberösterreich. Den bayerska expansionen fortsatte mot alpslaviskt område. Detta ledde oundvikligen till konflikt. Den första sammandrabbningen mellan alpslaverna och bajuvarer, de senare under ledning av fursten Tassilo I, skedde vid floden Dravas källor på Toblacher Feld i nuvarande Sydtyrolen år 590, och efter ca. 10 år av strider stabiliserades för en tid västgränsen mellan alpslaver och bajuvarer genom sydtyrolska Pustertal.
Under 600-talet blev Karantanien den första stabila statsbildningen i mellaneuropa efter folkvandringsstiden.
Mellan 623 och 658 ingick karantanerna möjligen tillsammans med de västslaviska moraverna, slovakerna, tjeckerna och sorberna i ett kortlivat kungarike under kung Samo. Samos rike föll samman vid hans död 658. Karantaniens deltagande och funktion i Samos rike är dock oklar, då den frankiske krönikören Fredegar nämner att furst Walluk (Wallucus dux Winedorum (Walluk, Windernas furste)) tillsattes i Karantanien år 630.
Runt år 740 slöts en politisk och militär union mellan de gamla fienderna Karantanien och Bayern, för att man skulle kunna värja sig mot de expansiva frankerna i norr och avarerna i öst. Karantanerna som var hårt ansatta av avarena, tvingades finna sig i att bayrarna dikterade villkoren i unionen. För att visa sin undergivenhet till bayrarna, sände den karantanske fursten Boruth sin son och sitt syskonbarn som gisslan till furst Odilo i den bayerska furstegården på ön i sjön Chiemsee. Avarerna slogs med gemensamma krafter tillbaka. Unionen kunde dock inte hejda frankerna. Bayern underkuvades slutgiltigt av frankerna år 743; år 745 erövrade de Karantanien.

### Det frankisk-bayerska lydriket Karantanien

Karantanien i det frankiska riket (år 788 - 843)

Med den frankiska erövringen följde kristen mission hos bayrarna och karantanerna. Detta beskrivs i den salzburgska codexen Conversio Bagariorum et Carantanorum (bayrarnas och karantanernas omvändelse) och irländska missionärer hade en viktig betydelse. Frankiska och bayerska nybyggare började anlända till Karantanien. Det förekom uppror mot missionen och när hedniska karantaner år 772 gjorde uppror, lade sig bayrarna för första gången i valet av en karantansk furste, då den bayerske fursten Tassilo III tillsatte den kristne Walhun/Walduch/Waltunch.
När den frankiske kungen Karl den Store i slutet av 700-talet slutligen hade underkuvat avarerna i öst och langobarderna i syd, upptog han Bayern i Frankerriket, medan Karantanien förblev frankisk markfurstendöme (gränsområde) mot Avarmarken. Formellt var Karantanien underställt frankisk överhöghet och från 799 en del av Marcha Orientalis (frankiska Östmarken) som förvaltades av en bayersk perfekt med säte i Lorch vid Enns. De karanatanska furstarna var dock fortfarande inhemska alpslaviska.
När Ljudevit, slavisk furste av Pannonien (området mellan floderna Drava, Sava och Kupa), mellan 819 och 823 gjorde uppror mot den frankiska överhögheten, anslöt sig en del av karantanerna till upproret som slogs ned. Ljudevit avrättades 823 och den frankiske kungen Ludvig den fromme gav sin son Ludvig den tyske Bayern och de östra markgreveskapen och markfurstendömena, däribland Karantanien, genom fördraget i Verdun 843. Karantaniens rätt att välja egna furstar upphörde.
Ludvig den tyske gav i sin tur år 861 de östra markgrevskapen med Karantanien till sin son Karloman av Bayern, men denne hamnade i allvarligt gräl med sin fader när han från 863 var härförare med ansvar för säkerheten i Pannonien. Ludvig sände trupper mot sin egen son och tvingade honom till underkastelse. Karloman lyckades dock smita från sin faders arrest och återvända till Karantanien och återvann det. Vid sin faders riksdelning 865, blev han hertig över det östfrankiska delriket Bayern och efter sin faders död 876 östfrankisk delkung.

### Arnulfs Regnum Carantanum
Arnulf av Kärnten, illegitim son till Karloman och adelsdamen Liutswind (av karantansk börd, eller möjligen från Luitspoldinger-familjen), växte upp i karantanska Karnburg/Krnski grad, eller en närbelägen borg i Moosburg. År 876 blev han markgreve av Karantanien, efter 887 östfrankisk kung och från 896 kejsare, krönt av påven Formosus. Arnulfs karantanska kungadöme (”Regnum Carantanum”) omfattade, förutom Karantanien, markgrevskapet Krain i nuvarande Slovenien, Pannonien fram till Donau i nuvarande Ungern och furstendömet Sisak. Med hans son Ludvig barnet dog den östfrankiska dynastin ut.

### Ungrarnas ankomst och uppdelningen av Karantanien
Efter Ludvigs död 911, härskade bayerska furstar i Karantanien till 976. I samband med Ludvigs kortvariga regeringstid anlände ungrare (magyarer) till Mellaneuropa. De skulle slita Arnulfs rike i bitar. Medan den gamla avarmarken i Pannonien förlorades till ungrarna 907 efter slakten vid Pressburg (ett slag vid nuvarande Bratislava), lyckades bayrarna under frankisk överhöghet hålla kvar kärnan i Karantanien. Det alpina förlandet i nuvarande Niederösterreich återtogs från ungrarna i samband Lechfeldslaget 955, och regionen återupprättades som den bayerska Östmarken Ostarrîchi 996. Det är denna landsända som skulle ge namn åt Österrike.
Efter Lechfeldslaget 955, avskiljdes också den östra delen av Karantanien som Mark an der Mur. Området låg mellan Koralpe och Packalpe, runt floden Murs mellersta lopp, och bildade tillsammans med grevskapen i Ennstal, Judenburg, Leoben och Mürztal det som skulle bli Steiermark.
I samband med den upproriske bayerska hertigen Heinrich II:s avsättning 976, separerade den tysk-romerske kejsaren Otto II Karantanien från hertigdömet Bayern och gav upphöjde dess status till hertigdömet Kärnten. Därmed blev gamla Karantanien det äldsta hertigdömet i tysk-romerska riket inom Österrikes nuvarande gränser.

## Etymologi, språk och etnogenes

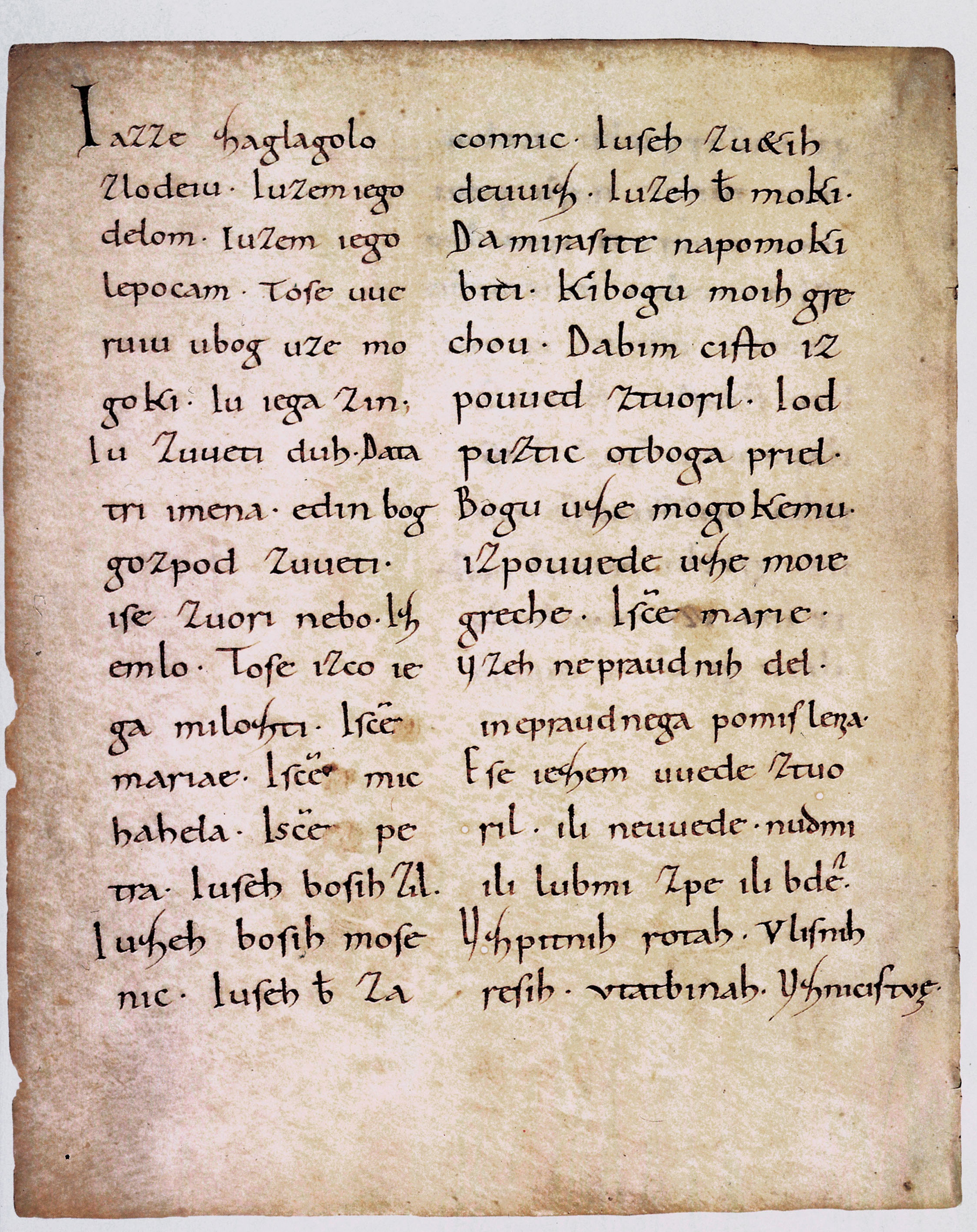
En sida ur Freisingdokumenten

Det finns olika hypoteser om ursprunget till namnet Karantanien. Möjligen kommer det av det för-indoeuropeiska ordet ”car” för ”sten”, vilket i så fall troligen hänvisar till det bergiga landskapet i Karantanien. Enligt en annan hypotes kan det härledas från det keltiska ”carant” för ”vän” eller ”frände”, via den romaniserade noriska befolkningen som uppgick i alpslaverna. Det skulle i så fall syfta på relationen mellan alpslaverna och den gamla noriska befolkningen.
Talrika toponymer i Österrike har alpslaviskt (karantanskt/gammelslovenskt) ursprung. Det finns ofta ett topografiskt mönster i fördelningen av ortsnamn med alpslaviskt (karantanskt/gammelslovenskt) ursprung. Majoriteten av dessa hittas i den lägre liggande terrängen; ortsnamn av tyskt (gammelbayerskt) ursprung i den högre. De bästa lägena för bosättningar och jordbruk, i dalarna och på flodslätterna, var redan upptagna av karantanerna när de bayerska nybyggarna anlände. Ortsnamn med stammen ”windisch” (adjektiv av den tyska beteckningen på de slaviskspråkiga) vittnar om var bayerska nybyggare slog sig ned bland karantansk befolkning. Windischgarsten i det nuvarande österrikiska förbundslandet Oberösterreich och Windisch Materei i Östtyrolen är exempel på det. ”Taur” (”bergspass”) är en topografisk term som överfördes från alpslaviskan till tyskan. Således heter, till exempel, Hohe Tauern ”Visoke Ture” (= höga bergspassen) på slovenska och Turia Wald ”Turje” (=bregspassen). I många fall används de alpslaviska (karantanska/gammelslovenska) ortsnamnen fortfarande, men med förtyskad stavning, till exempel Graz (av Gradec = lilla borgen på slovenska), Leibnitz (av Lipnica = plats med många lindträd (lipa = lind på slovenska)), Kals (av Kal = tjärn på slovenska), Festritz (av Bistrica = klar, snabbt flytande bergsfors på slovenska), Leising (av Lešnica = plats med mycket hasselnötter (lešnik = hasselnöt på slovenska)), Golling (av Golnik = kalt berg (gol = kal på slovenska)), Ossiach (av Osoje = plats i skuggan på slovenska), Reifnitz (av Ribnica = plats där fiskare bor på slovenska), Liezen (av Lužin = sank plats (luža = göl på slovenska)), Pöllau (av Poljan = ”fältbo” på slovenska), Studenzen (av Studenice = de kalla källorna på slovenska), Freising (av Brežnik = plats på flodbrinken (breg = brink på slovenska)) och så vidare. Ibland är ortsnamnen tyska direktöversättningar från alpslaviska (karantanska/gammelslovenska), till exempel Podnja Ves (= Nedre byn på slovenska) enligt medeltida förteckningar; idag Niederdorf.
Med den frankiska erövringen kom de första tyskspråkiga nybyggarna (bayrare och franker) till Karantanien. Invandringen skulle fortsätta långt in på medeltiden. Eftersom bayersk adel tidigt blev styrande i de östfrankiska landsändarna, var tyskan förvaltningsspråk. Österrike byggde under medeltiden vidare på det östfrankiska arvet och införlivade samtliga gamla karantanska landområden. Slovenskan (det språk som kom av alpslaviskan/karantanskan) blev med tiden alltmer allmogens språk i Österrike. Historikern och språkvetaren Georg Holzer beskriver en långsam assimilationsprocess, där den intensiva kontakten mellan den slovenska och bayerska befolkningen ledde till att mer och mer tyska ord sökte sig in i det slovenska språket, till dess att det i praktiken helt blivit ersatt av tyska. Merparten av slovenerna blev efterhand språkligen germaniserade och språkgränsen mellan tyska och slovenska försköts söderut, till dess nuvarande läge i de södra delarna av de österrikiska förbundsländerna Kärnten och Steiermark. Den österrikiska adeln brukade dock slovenska vid sidan av tyska långt in på högmedeltiden, vilket tvåspråkiga verser från minnesångare (trubadurer som vandrade runt bland adelshoven), såsom Ulrich von Lichtenstein (1200-talet) och Oswald von Wolkenstein (1300-talet), visar.
Men ordöverföringen var inte enkelriktad. I de sydbayerska dialekterna i nuvarande Österrike finns också talrika spår av alpslaviskan (karantanskan/gammelslovenskan)..
Nationalbeteckningen "karantan" upphör på 1200-talet och ersätts med "sloven" (eller Wind/Wend/Windisch på tyska). Karantanskans nu levande efterträdare är slovenskan. Freising-manuskripten, troligen avskrifter gjorda någon gång under andra hälften av 900-talet från äldre dokument, är de äldsta bevarade skrifterna med latinskt skript på något slaviskt språk över huvud taget och visar hur gammelslovenskan såg ut.
Karantanerna är etniska förfäder till såväl slovener som många av dagens tyskspråkiga österrikare. Söder om linjen Linz-Lienz i nuvarande Österrike, är efternamn med karantanskt ursprung fortfarande vanliga.